# Cent (dollaro statunitense)
La moneta statunitense da un centesimo è nota ufficialmente come cent, ma popolarmente viene anche chiamata penny (come in quasi tutti i paesi di lingua inglese), ed è un'unità valutaria pari a un centesimo di dollaro statunitense. Il suo simbolo è ¢. Nel suo dritto, sin dal 1909 è raffigurato il profilo del Presidente degli Stati Uniti Abramo Lincoln, per commemorare il centenario della sua nascita. Dal 1959 (anniversario della nascita di Lincoln) fino al 2008, il retro raffigurava il Lincoln Memorial della città di Washington D.C..
La moneta da un cent è spesso chiamata penny, ma il nome ufficiale della United States Mint per questa moneta è "cent" e per il Dipartimento del Tesoro USA il nome ufficiale è "one cent piece".

## Storia
Le prime monete da 1 cent sono state coniate con l'introduzione del dollaro statunitense nel 1793. Dal 1793 al 1857 il loro diametro era compreso tra i 27 e i 29 mm a seconda delle tipologie e ora sono chiamati "large cent" nel gergo numismatico. A partire dal 1857 i cent sono stati emessi col diametro attuale (small cent). Qui sotto l'elenco di tipologie coniate:
Large cent:
- Flowing Hair Chain (1793)
- Flowing Hair Wreath (1793)
- Liberty Cap (1793-1796)
- Draped Bust (1796-1807)
- Classic Head (1808-1814)
- Coronet (1816-1839)
- Braided Hair (1839-1857)

Small cent:
- Flying Eagle (1856-1858, nel 1856 solo alcuni esemplari di prova)
- Indian Head (1859-1909)
- Lincoln (1909-oggi)

I centesimi con il ritratto di Lincoln, coniati dal 1909 ad oggi si suddividono in diverse categorie, diverse tra loro solo per il rovescio:
- Lincoln Wheat (1909-1958)
- Lincoln Memorial (1959-2008)
- Lincoln Bicentennial (4 diversi disegni commemorativi emessi nel 2009)
- Lincoln Union Shield (2010-oggi)

## Coniazione del 2009 per il bicentenario di Abramo Lincoln
Nel 2009 sono stati coniati quattro diversi disegni del retro per onorare il Presidente abolizionista Abramo Lincoln nel bicentenario della nascita, e nel 2010 è stato introdotto un retro che si ritiene sarà permanente per il resto della storia della monetina.

La moneta ha un diametro di 19,05 mm (0,75 inches) e uno spessore di 1,55 mm (0,061 inches).
La composizione metallica è la stessa degli altri cent emessi a partire dal 1982, tranne quelli inseriti nelle divisionali che hanno la stessa composizione degli esemplari del 1909.

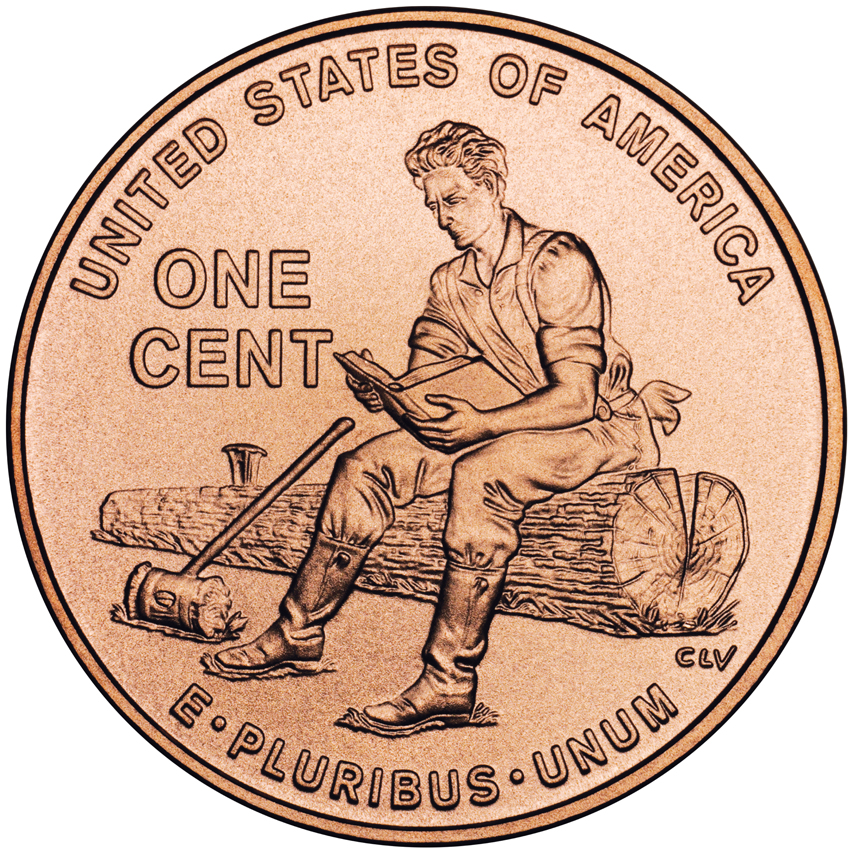
Anni della formazione nell'Indiana

## Storia della composizione
| Anni              | Materiale                                                     |
| ----------------- | ------------------------------------------------------------- |
| 1793–1857         | rame                                                          |
| 1857–1864         | 88% rame, 12% nichel (noto anche come NS-12)                  |
| 1864–1942         | bronzo (95% rame, 5% stagno e zinco)                          |
| 1943              | acciaio rivestito da zinco (noto come steel penny)            |
| 1944–1946         | ottone (95% rame, 5% zinco)                                   |
| 1946–1962         | bronzo (95% rame, 5% stagno e zinco)                          |
| 1962–1982         | ottone (95% rame, 5% zinco e titanio)                         |
| 1982– al presente | 97,5% cuore di zinco, placcatura di rame pari al 2,5% in peso |

La composizione isotopica delle prime monete da 1 cent nel periodo tra il 1828 al 1843 riflettono il fatto che il rame proveniva dalle miniere della Cornovaglia (Inghilterra) mentre quello delle monete post-1850 proviene dalle miniere nella penisola di Keweenaw nel Michigan (USA).

## Lincoln penny
Il cent di Lincoln è attualmente la moneta da un centesimo degli Stati Uniti d'America. Venne adottata nel 1909 sostituendo lo Indian Head cent. Nel suo diritto mostra il busto di Abramo Lincoln (commemorativo del suo centenario), ed è stato utilizzato di continuo. Il suo retro è stato cambiato nel 1959, passando da un design con spighe di grano fino a quello che rappresenta il Lincoln Memorial, che venne a sua volta sostituito di nuovo nel 2009 con quattro nuovi modelli per commemorare il bicentenario di Lincoln. A partire dal 2010, viene coniata la versione attuale raffigurante lo Union Shield, ma anche quelle precedenti restano in circolazione. Esistono più monete da un centesimo rispetto a quelle in ogni altro taglio. Il rovescio è il design in uso da più lungo tempo per qualsiasi tipo di moneta nordamericana circolante.
Il busto di Lincoln è stato disegnato da Victor David Brenner. Le prime monete coniate nel 1909 nelle zecche di Philadelphia e San Francisco contenevano le iniziali VDB sotto l'indicazione del valore facciale, ma subito dopo si decise di rimuoverle. Quelle di San Francisco con le iniziali VDB sono rare e molto ricercate dai collezionisti.
Il Lincoln cent del 1909 è la prima moneta statunitense a raffigurare un personaggio storico.

## Tossicità
Il metallo zinco, un componente principale dei cent fatti dopo il 1982, è tossico se ingerito in grosse quantità. Inghiottire o leccare un penny, che è composto al 97,5% di zinco, può causare danni all'epitelio dello stomaco a causa della grande solubilità dell'ione zinco nell'acidità dei succhi gastrici. La tossicità dello zinco, maggiormente causata dall'ingestione di cent coniati dopo il 1982, è spesso fatale per i cani, dal momento che causa avvelenamento seguito da anemia emolitica molto severa Si riscontra anche una grande tossicità dello zinco per i pappagallini domestici.

## Numismatica e normative
Molti pensano che il penny debba essere eliminato come unità valutaria, dal momento che molti americani non spendono queste monetine, ma in realtà le ricevono come resto nei negozi (tipico resto dei prezzi da 0,99 a 4,99 dollari), e qualche rara volta li portano alla banca per ottenere valuta di più alta denominazione, oppure li cambiano per monete di maggiore valore nei chioschi "cash-counting". Molte tra le macchine automatiche di vendita moderne non accettano il cent, diminuendo ancora di più la sua utilità, e dal momento che il costo di produzione attualmente eccede il valore facciale della moneta, non si capisce a cosa servano queste monetine. Ad esempio, nel 2001 e nel 2006 il deputato repubblicano Jim Kolbe dell'Arizona introdusse per ben due volte leggi simili per fermare la produzione dei pennies (Nel 2001 si chiamava "Legal Tender Modernization Act", e nel 2006 si chiamava "Currency Overhaul for an Industrious Nation" (COIN-Act) Act).
Al prezzo corrente del metallo (22 gennaio 2010), un penny precedente al 1982 contiene 0,021698 $ in peso di rame, cosa che lo rende un candidato alla fusione da parte di coloro che lo vogliano vendere/usare come metallo puro. La zecca USA, parte del Dipartimento USA del Tesoro, anticipando questa possibilità della fusione dei penny e dei nickel, il 14 dicembre 2006 ha implementato una serie di nuove regole che criminalizzano la fusione dei penny e dei nickel, mettendo limiti alle quantità di monete che possono essere esportate. Le ammende arrivano fino a 10000 $ ed esiste la possibilità di essere imprigionati fino a cinque anni.

## Contenuto in metallo
Secondo la Zecca degli Stati Uniti (US Mint), il costo di produrre e distribuire le monete da un cent (penny) e di cinque cent (nickel) durante l'anno fiscale 2007 era di 0,0167 $ per penny e di 0,0953 $ per nickel. Il Canada ha deciso di passare a fabbricare monete di acciaio placcato nel 2000, laddove il valore facciale di alcune tra le più vecchie monete sia inferiore al contenuto in metallo di quelle monete.
Nel febbraio del 2013 il Canada ha infine deciso di non coniare più monete da un cent.
L'8 febbraio del 2008, una proposta di legge venne presentata alla House of Representatives che permetteva di cambiare i componenti metallici nelle monete U.S.A. a causa del crescente costo delle materie prime e del declino del dollaro statunitense. La proposta non è stata ancora approvata.